# 阿河 (內特河支流)
51°42′5″N 9°10′13″E / 51.70139°N 9.17028°E

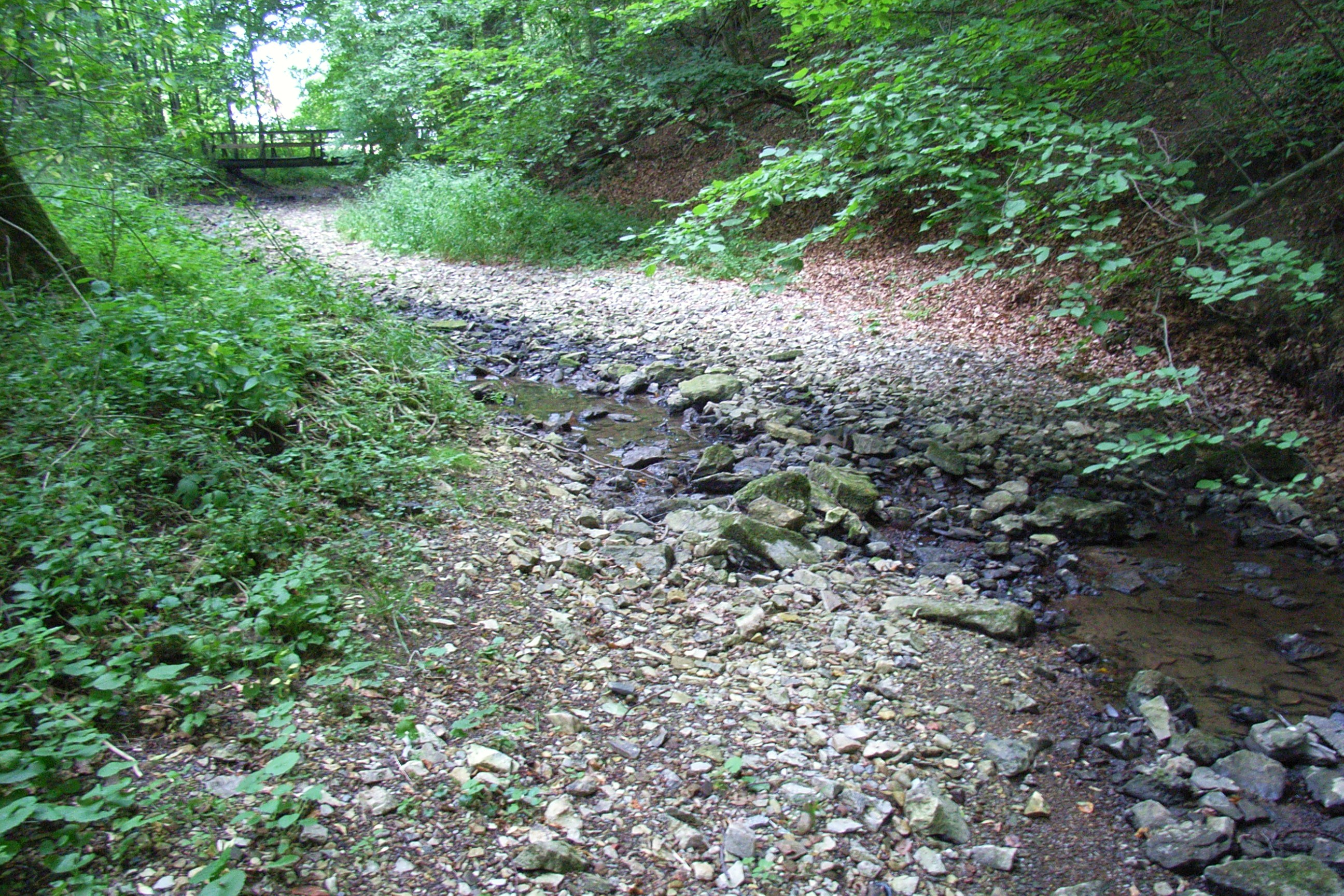

阿河（德語：Aa），是德國的河流，位於該國西部，處於北萊茵-威斯特法倫州，屬於内特河的左支流，河道全長21公里，流域面積80平方公里，發源自舊貝肯以東2公里。